# رامیرو گوئرا
رامیرو گوئرا (انگلیسی: Ramiro Guerra؛ زادهٔ ۲۱ مارس ۱۹۹۷) بازیکن فوتبال اهل اروگوئه است که در پست هافبک میانی بازی می‌کند.
وی همچنین در تیم‌های ملی فوتبال زیر ۱۶ سال اسپانیا، زیر ۱۷ سال اسپانیا، زیر ۱۹ سال اسپانیا، و زیر ۲۰ سال اروگوئه بازی کرده‌است.